# Los cuentos de ALF
ALF Tales es una serie de dibujos animados estadounidense que fue emitida en la cadena NBC los sábados por la mañana desde el 10 de septiembre de 1988 hasta el 9 de diciembre de 1989. La serie contó con 2 temporadas y 21 capítulos.

## Datos
El programa era una continuación de ALF: La Serie Animada. Básicamente, consistía en recrear cuentos de hadas con los personajes de la serie. El cuento de hadas generalmente se modificaba por su efecto humorístico de una manera similar a los "Cuentos de hadas fracturados" de Jay Ward. Algunos episodios tenían un efecto de "ruptura de la cuarta pared", en donde ALF está entre bastidores preparándose para el programa, cuando Rob Cowan aparece dibujado como un ejecutivo (presentándose como "Rob Cowan, ejecutivo de la NBC") para tratar de aconsejar a ALF sobre como mejorar el programa. Por ejemplo, en una ocasión Cowan le dice a ALF -quien se estaba preparando para un capítulo de estilo medieval- que "menos del 2% de nuestra audiencia vive en la Edad Media".

## Reparto
- Paul Fusco - ALF
- Paulina Gillis - Rhonda
- Peggy Mahon - Flo
- Thick Wilson - Larson Petty/Bob
- Dan Hennessey - Sloop
- Rob Cowan (II) - Skip

## Adicionales
- Don Francks - Voces adicionales
- Marvin Goldhar - Voces adicionales
- Greg Swanson - Voces adicionales
- Debra Theraker - Voces adicionales
- Michael Lamport - Voces adicionales
- Harvey Atkin - Voces adicionales
- Greg Morton - Voces adicionales
- Stephen Ouimette - Voces adicionales
- Andrew Sachs - Voces adicionales
- John Stocker - Voces adicionales
- Stuart Stone - Voces adicionales
- Chris Wiggins - Voces adicionales
- Marilyn Lightstone - Voces adicionales
- Richard Yearwood - Voces adicionales
- Eva Almos - Voces adicionales
- Jayne Eastwood - Voces adicionales
- Marla Lukofsky - Voces adicionales
- Nick Nichols - Voces adicionales
- Linda Sorensen - Voces adicionales
- Don McManus - Voces adicionales
- Ken Ryan - Voces adicionales
- Robert Bockstael - Voces adicionales
- Luba Goy - Voces adicionales
- Rick Jones - Voces adicionales
- Colin Fox - Voces adicionales
- Wendy Brackman - Voces adicionales
- John Koensgen - Voces adicionales
- Ron Rubin - Voces adicionales
- Peter Keleghan - Voces adicionales
- Len Carlson - Voces adicionales
- Alyson Court - Voces adicionales
- Darrin Baker - Voces adicionales